# Мавзолей Сиди Мухаммеда
Мавзолей Сиди Мухаммеда (араб. الجامع سيدي رمضان‎) — мавзолей на могиле исламского проповедника Сиди Мухаммеда бу Куобрини.
Мавзолей представляет собой здание с двумя комнатами и минаретом.

## История
Сиди Мухаммеда бу Куобрини был основателем суфийского тариката (религиозного братства) Рахмания, является одним из семи святых покровителей Алжира. Инициатором строительства был бейлербей Алжира Хасан-паша. Согласно надписи на двух мраморных плитах мавзолея строительство было завершено в 1791 году. Изначально мавзолей находился за территорией города, на кладбище Сиди Мухаммеда, в наше время в связи с расширением границ Алжира мавзолей вошел в границы муниципалитета Белуиздад. Коммуна, на земле которой расположен мавзолей, носит имя Сиди М'Хамед.

## Легенда
По легенде Сиди Мухаммеда бу Куобрини является человеком, имеющим две могилы, так как в его родной деревне Айт-Смаил в Кабилии также построен мавзолей Сиди Мухаммеда бу Куобрини. В каком точно мавзолее находится прах Сиди Мухаммеда бу Куобрини неизвестно.